# Радио Београд 2
Радио Београд 2 је други програм националне радио-станице Радио Београд, која је у саставу РТС-а.

## Историјат
Други програм Радио Београда је основан као експериментални програм 9. фебруара 1958 и емитовао се само недељом, да би се од 1963. године свакодневно емитовао. На његовој таласној дужини пре свега су били заступљени живо вођени и контакт-програми. Други програм је од самог зачетка усмерен ка испробавању нових, иновативних медијских формула и ка популаризацији културно-уметничких вредности. Од септембра 2002. године Други програм мења име у у Радио Београд 2 и уводи нову програмску шему. Данас је поменути програм сачињен од пет редакција у којима настаје петнаестосатни програм. Под слоганом "Елитизам за све" овај програм поред информативне има и модерно схваћену образовну функцију. 
Од 2006. године Радио Београд 2 додељује награду Књига године у области теорије књижевности, филозофије и естетике. Награда од 2008. године носи име српског филозофа, теоретичара књижевност и писца Николе Милошевића.

## Емисије
- Арс сонора
- Аутограм
- Бескрајни плави круг
- Вечити други
- Висине
- Време музике
- Говори да бих те видео
- Гозба
- Гутенбергов одговор
- Дигиталне иконе
- Драма
- Златни пресек
- Златно и плаво
- Знакови
- Игла на винилу
- Како слушати музику
- Кибицфенстер
- Класика плус
- Класику, молим
- Клуб 2
- Кон анима
- Контрапункт
- Културни кругови
- Маске
- На три воде
- Нови дан
- Од злата јабука
- Око Балкана
- Римовање
- У првих пет
- Филморама
- Чекајући ветар
- Читач
- Чудна шума
- Џез-сцена
- Пут свиле [3]